# Робинсон, Том
Том Робинсон (англ. Tom Robinson, род. 1 июня 1950 года, Кембридж, Англия) — британский автор-исполнитель, начинавший в фолк-рок-группе Cafe Society, а ставший известным как фронтмен нововолновой группы Tom Robinson Band, прославившейся хит-синглами «2-4-6-8 Motorway» (1977, #5 UK) и «Don’t Take No for an Answer» (1978, #18 UK). Скандальную славу Робинсону принес трек «(Sing If You’re) Glad To Be Gay» (из Don’t Take No for an Answer EP, 1978, # 18 UK), написанный для уличного парада Gay Pride в 1976 году и ставший гимном британских геев.
В 1990-х годах экс-гей Том Робинсон неожиданно для многих женился и стал отцом двоих детей (в газете «Сан» по этому поводу появился иронический заголовок-парафраз: «Glad to be Dad»). В настоящее время Том Робинсон никак не связан с гей-организациями, но продолжает сотрудничать с движением Rock Against Fascism. В Британии в последние годы он приобрел широкую известность как ведущий двух радиопрограмм на BBC Radio 6, одна из которых специализируется на поиске самой интересной новой музыки в Интернете.
По вероисповеданию — квакер.

## Дискография
Началом музыкальной карьеры Тома  можно считать участие в качестве гитариста в школьной трио-группе «Инквизиция». После нервного срыва, связанного со своим самоопределением, его перевели в Финчден-Мэнор, терапевтическое сообщество в Кенте, для подростков с эмоциональными трудностями, где он провел следующие шесть лет.  После встречи с Алексисом Корнером, и его искусного выступления и игры на акустической гитаре, Робинсон выбрал свой творческий путь. После переезда в Лондон, в 1979 году Робинсон написал несколько песен в соавторстве с Элтоном Джоном. В 1997 году он получил премию Sony Academy Award за фильм  « You 've Got to Hide Your Love Away», документальный фильм о гей-музыке, спродюсированный Бенджамином Мепстедом. 
За свою карьеру Робинсон выпустил более двадцати альбомов и в качестве сольного исполнителя, и в качестве  члена групп. Он также выпустил бутлеги только для фанклубов, известные как серия Castaway Club.

### Синглы
- The Whitby Two-Step (1975)
- 2-4-6-8 Motorway (1977)
- Don’t Take No for an Answer EP (1978)
- Up Against the Wall" (1978)
- Bully for You (1979)
- Never Gonna Fall in Love Again (1979)
- Not Ready (1980)
- Invitation (1980)
- Total Recall (1981)
- Now Martin’s Gone (1982)
- War Baby (1983)
- Listen to the Radio (Atmospherics) (1983)
- Back in the Old Country (1984)
- Rikki Don’t Lose That Number (1984 — Steely Dan cover)
- Prison (1985)
- Nothing Like the Real Thing (1986)
- Still Loving You (1986)
- Feel So Good (1987)
- Spain (1987)
- Hard Cases (1988)
- Blood Brother (1990)
- Living in a Boom Time (1992)
- Hard (1994)
- Connecticut (1996)

### Альбом
- Cafe Society (1975)
- Power in the Darkness (1978)
- TRB Two (1979)
- Sector 27 (1980)
- Tom Robinson Band (1981)
- North By Northwest (1982)
- Cabaret '79: Glad to Be Gay (1982)
- Hope and Glory (1984, перевыпущен как War Baby: Hope and Glory)
- Still Loving You (1986)
- The Collection (1987)
- Last Tango: Midnight at the Fring (1988)
- We Never Had It So Good (1990)
- Winter of '89 (1992, распространялся прежде как бутлег Motorway: Live)
- Living in a Boom Time (1992)
- Love Over Rage (1994)
- Having It Both Ways (1996)
- The Undiscovered Tom Robinson (1998)
- Home From Home (1999)
- Smelling Dogs (2001, spoken word-альбом)

## Видео
- 2-4-6-8 Motorway. Tom Robinson Band, 1977